# Beaveria beaveri
Beaveria beaveri är en plattmaskart som beskrevs av Lee 1965. Beaveria beaveri ingår i släktet Beaveria och familjen Troglotrematidae. Inga underarter finns listade i Catalogue of Life.